# Nový rybník u Kačiny
Nový rybník u Kačiny este o arie protejată (arie specială de conservare — SAC, sit de importanță comunitară — SCI) din Republica Cehă întinsă pe o suprafață de 14,21 ha, integral pe uscat.

## Localizare
Centrul sitului Nový rybník u Kačiny este situat la coordonatele 49°58′04″N 15°20′58″E / 49.967778°N 15.349444°E.

## Înființare
Situl Nový rybník u Kačiny a fost declarat sit de importanță comunitară în noiembrie 2009 pentru a proteja 1 specie de animale. Situl a fost protejat și ca arie specială de conservare în noiembrie 2016.

## Biodiversitate
Situată în ecoregiunea continentală, aria protejată nu include niciun habitat protejat.
La baza desemnării sitului se află o specie protejată de  amfibieni: buhai de baltă cu burta roșie (Bombina bombina).